# Dong Nai
Dong Nai (vietnamita: Đồng Nai) é uma província do Vietnã.